# Disa zombica
Disa zombica är en orkidéart som beskrevs av Nicholas Edward Brown. Disa zombica ingår i släktet Disa och familjen orkidéer. Inga underarter finns listade i Catalogue of Life.